# Brachionycha suffusca
Brachionycha suffusca là một loài bướm đêm trong họ Noctuidae.